# Nazionale maschile di pallavolo della Thailandia
La nazionale maschile di pallavolo della Thailandia è una squadra asiatica e oceaniana composta dai migliori giocatori di pallavolo della Thailandia ed è posta sotto l'egida della Federazione pallavolistica della Thailandia.

## Rosa
Segue la rosa dei giocatori convocati per l'AVC Challenge Cup 2024.
| N° | Nome                  | Ruolo | Data di nascita   | Squadra           |
| -- | --------------------- | ----- | ----------------- | ----------------- |
| 2  | Prasert Pinkaew       | C     | 30 novembre 1997  | DFRL Phitsanulok  |
| 3  | Amorntep Konhan       | O     | 6 ottobre 1995    | DFRL Phitsanulok  |
| 10 | Jakkrit Thanomnoi     | S     | 8 giugno 2003     | Nakhon Ratchasima |
| 11 | Siwadon Sanhatham     | L     | 12 dicembre 1997  | DFRL Phitsanulok  |
| 12 | Anuchit Pakdeekaew    | C     | 29 settembre 1996 | Diamond Food      |
| 14 | Thanapat Charoensuk   | L     | 14 maggio 1991    | Nakhon Ratchasima |
| 17 | Boonyarid Wongtorn    | P     | 29 gennaio 1998   | Nakhon Ratchasima |
| 18 | Sutthipong Donlakkham | O     | 24 agosto 2001    | Diamond Food      |
| 19 | Supakorn Jenthaisong  | S     | 15 febbraio 2002  | Oita Weisse Adler |
| 22 | Anurak Phanram        | S     | 23 agosto 1999    | Nakhon Ratchasima |
| 25 | Kissada Nilsawai      | C     | 17 aprile 1992    | Nakhon Ratchasima |
| 26 | Chaiwat Thungkham     | S     | 14 agosto 2000    | Vĩnh Long         |
| 43 | Thanathat Thaweerat   | O     | 14 febbraio 2000  | Muangphon         |
| 47 | Saranchit Charoensuk  | P     | 20 luglio 1987    | Nakhon Ratchasima |

## Risultati

### Competizioni FIVB
| 1949 | non qualificata | -            |
| 1952 | non qualificata | -            |
| 1956 | non qualificata | -            |
| 1960 | non qualificata | -            |
| 1962 | non qualificata | -            |
| 1966 | non qualificata | -            |
| 1970 | non qualificata | -            |
| 1974 | non qualificata | -            |
| 1978 | non qualificata | -            |
| 1982 | non qualificata | -            |
| 1986 | non qualificata | -            |
| 1990 | non qualificata | -            |
| 1994 | non qualificata | -            |
| 1998 | 19º posto       | Convocazioni |
| 2002 | non qualificata | -            |
| 2006 | non qualificata | -            |
| 2010 | non qualificata | -            |
| 2014 | non qualificata | -            |
| 2018 | non qualificata | -            |
| 2022 | non qualificata | -            |

### Competizioni AVC
| 1975 | non qualificata | -            |
| 1979 | non qualificata | -            |
| 1983 | non qualificata | -            |
| 1987 | 14º posto       | Convocazioni |
| 1989 | 15º posto       | Convocazioni |
| 1991 | 9º posto        | Convocazioni |
| 1993 | 7º posto        | Convocazioni |
| 1995 | 7º posto        | Convocazioni |
| 1997 | 11º posto       | Convocazioni |
| 1999 | non qualificata | -            |
| 2001 | non qualificata | -            |
| 2003 | 10º posto       | Convocazioni |
| 2005 | 5º posto        | Convocazioni |
| 2007 | 6º posto        | Convocazioni |
| 2009 | 13º posto       | Convocazioni |
| 2011 | 10º posto       | Convocazioni |
| 2013 | 6º posto        | Convocazioni |
| 2015 | 8º posto        | Convocazioni |
| 2017 | 11º posto       | Convocazioni |
| 2019 | 11º posto       | Convocazioni |
| 2021 | 15º posto       | Convocazioni |
| 2023 | 10º posto       | Convocazioni |

| 2008 | 6º posto        | Convocazioni |
| 2010 | non qualificata | -            |
| 2012 | non qualificata | -            |
| 2014 | 8º posto        | Convocazioni |
| 2016 | 7º posto        | Convocazioni |
| 2018 | 5º posto        | Convocazioni |
| 2022 | 7º posto        | Convocazioni |

| 2018 | non qualificata | -            |
| 2022 | non qualificata | -            |
| 2023 | 1º posto        | Convocazioni |
| 2024 | 9º posto        | Convocazioni |
| 2025 | 9º posto        | Convocazioni |

### Competizioni estinte
| 2018 | non qualificata | -            |
| 2019 | non qualificata | -            |
| 2022 | non qualificata | -            |
| 2023 | 7º posto        | Convocazioni |
| 2024 | non qualificata | -            |